# Coco Gauff
Cori "Coco" Gauff (n. 13 martie 2004, Delray Beach, Florida, SUA) este o jucătoare profesionistă de tenis din Statele Unite ale Americii. Cea mai bună clasare a carierei la simplu este locul 2 mondial, în iunie 2024, iar la dublu locul 1 mondial, la 15 august 2022. 
Gauff a câștigat opt titluri de simplu în circuitul WTA, inclusiv un titlu major la US Open 2023, și nouă titluri la dublu – cinci în parteneriat cu Jessica Pegula, trei cu Caty McNally și unu cu Kateřina Siniaková. Gauff a ieșit în evidență cu o victorie în fața fostei nr. 1 mondial și de șapte ori campioană majoră Venus Williams, în runda inaugurală de la Wimbledon 2019. 
Gauff și-a făcut debutul în turneul WTA în martie 2019 la Miami Open și a câștigat meciul de deschidere. Ea a primit un wildcard în tragerea la sorți de calificare la Campionatele de la Wimbledon din 2019, unde a devenit cea mai tânără jucătoare din istoria turneului care s-a calificat pe tabloul principal. Acolo a ajuns în runda a patra, fiecare dintre meciurile sale fiind foarte urmărite în Statele Unite. Mai târziu în acea vară, încă în vârstă de 15 ani, a ajuns în runda a treia la US Open. În 2021, ea a ajuns în prima finală majoră la dublu feminin la US Open și a ajuns la prima finală majoră de simplu la Openul Francez de anul viitor. În 2023, a câștigat primul său titlu WTA 1000 la Mastersul de la Cincinnati și primul său titlu de Grand Slam la simplu feminin, la US Open.

## Viața personală
S-a născut în 2004 în metropola georgiană Atlanta, în familia Candi și Corey Gauff, ambii din Delray Beach, Florida. Ea are doi frați mai mici, Codey, care este cu patru ani mai tânăr și Cameron, care este cu nouă ani mai mic. Tatăl ei a jucat baschet la Universitatea de Stat din Georgia și mai târziu a lucrat ca director de asistență medicală, în timp ce mama ei a fost sportivă la Universitatea de Stat din Florida și a lucrat ca educatoare.
Gauff a crescut în Atlanta și a devenit interesată de tenis la vârsta de patru ani, după ce a văzut-o la televizor pe Serena Williams câștigând Australian Open 2009. Părinții ei au încurajat-o să încerce multe sporturi, inclusiv baschetul și atletismul. A început să joace tenis la vârsta de șase ani și a decis că vrea să urmeze o carieră pentru că era un sport individual și datorită succesului ei timpuriu în câștigarea naționalelor „Little Mo”.
Când Gauff avea șapte ani, familia ei s-a mutat înapoi la Delray Beach, astfel încât să aibă oportunități mai bune de antrenament. În timp ce se afla în Florida, a lucrat cu Gerard Loglo la New Generation Tennis Academy începând cu vârsta de opt ani. Părinții lui Gauff au renunțat la cariere pentru a se concentra pe formarea fiicei lor. Tatăl ei a devenit mai târziu antrenorul ei principal, în timp ce mama ei i-a supravegheat educația acasă. La zece ani, Gauff a început să se antreneze la Academia Mouratoglou din Franța condusă de Patrick Mouratoglou, antrenorul de multă vreme al Serenei Williams.
Gauff a continuat să aibă succes – câștigând titlul USTA Clay Court National pentru sub 12 ani la vârsta de 10 ani și 3 luni – devenind cea mai tânără campionă din istoria turneului.

## Cariera profesională

### 2018–19: Debut la Wimbledon, titluri WTA, top 100

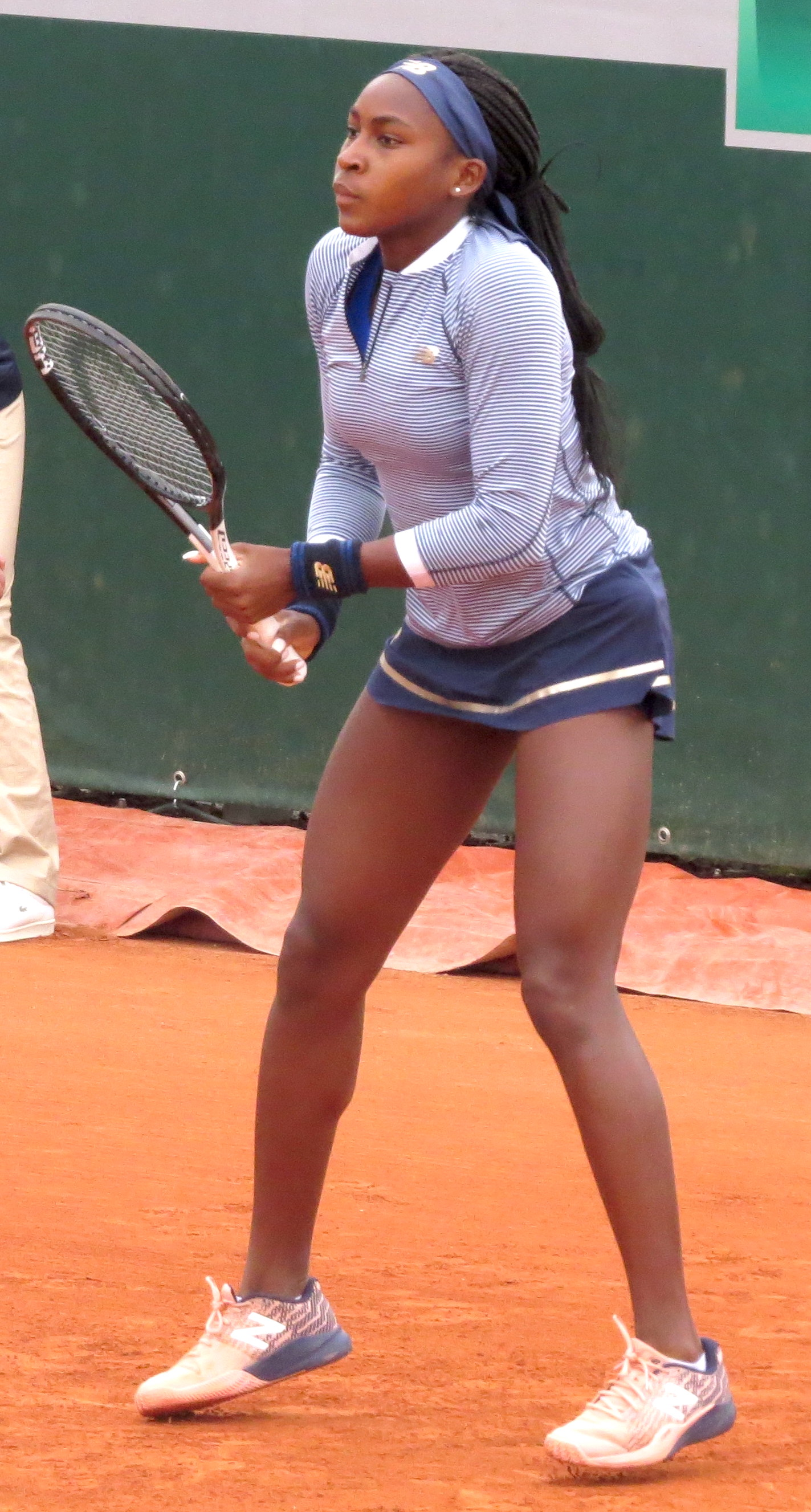
Gauff la French Open 2019

Gauff și-a făcut debutul pe circuitul feminin ITF în mai 2018, la Osprey, unde a câștigat primul ei meci profesionist. Ea a primit un wild card pentru US Open, dar a pierdut meciul de deschidere la 5 luni după ce a împlinit 14 ani. La primul ei turneu din 2019, ea a fost finalistă la dublu la Midland Tennis Classic alături de Ann Li. Două săptămâni mai târziu, Gauff a jucat următorul ei turneu la Surprise, Arizona și a ajuns în finală atât la simplu, cât și la dublu. Deși la simplu a terminat ca finalistă, la dublu a câștigat primul titlu WTA alături de Paige Hourigan. În martie, Gauff și-a făcut debutul pe tabloul principal WTA ca wild card la Miami Open și a înregistrat prima victorie în WTA împotriva lui Caty McNally. Ea a pierdut următorul meci cu Daria Kasatkina.
După ce a pierdut în turul doi de calificări la French Open, Gauff s-a calificat pe tabloul principal de la Wimbledon. Gauff a devenit cea mai tânără jucătoare care a ajuns pe tabloul principal de la Wimbledon prin calificare în Era Open, la vârsta de 15 ani și 3 luni. În debutul ei pe tabloul principal, ea a învins numărul 44 mondial, Venus Williams, în seturi consecutive. Ea și-a continuat drumul cu victorii în fața Magdalénei Rybáriková și a Polonei Hercog, salvând două puncte de meci în meciul împotriva lui Hercog. A fost eliminată după o înfrângere în runda a patra în fața Simonei Halep, care va câștiga titlul la Wimbledon. Cu această performanță, Gauff a ajuns pe locul 141 mondial.
La US Open, Gauff a intrat cu wildcard pe tabloul principal de simplu și dublu. Ea le-a învins în trei seturi pe Anastasia Potapova și Tímea Babos, și a fost învinsă în runda a treia de numărul 1 mondial și campioana en-titre Naomi Osaka. La dublu, Gauff și McNally au câștigat, de asemenea, două meciuri. Au pierdut în runda a treia în fața perechii Ashleigh Barty și Victoria Azarenka.
Gauff a mai participat la două turnee după US Open. Deși a pierdut în calificări la Linz Open, ea a intrat pe tabloul principal ca lucky loser și a câștigat titlul, victoria notabilă fiind împotriva lui Kiki Bertens în sferturi, prima ei victorie în fața unei jucătoare din top zece. Ea a învins-o pe Jeļena Ostapenko în finală devenind cea mai tânără jucătoare WTA care a câștigat un titlu la simplu din 2004. Cu acest titlu, precum și cu o semifinală la dublu cu McNally, ea și-a făcut debutul în top 100 atât în clasamentul WTA la simplu, cât și la dublu. Gauff și McNally și-au încheiat anul cu un al doilea titlu WTA la dublu, la Luxemburg Open, împotriva lui Kaitlyn Christian și Alexa Guarachi.

### 2020: R4 la Australian Open, progres continuu pe tot parcursul anului
Începând anul pe locul 67, Gauff a început 2020 jucând la Auckland Open din Noua Zeelandă. La simplu ea a învins-o pe Viktoria Kuzmova înainte de a pierde cu Laura Siegemund în runda a doua. La dublu, în pereche cu McNally, Gauff a ajuns în semifinale, pierzând în fața perechii Taylor Townsend și Asia Muhammad.
La Australian Open, Gauff a învins-o pe Venus Williams în seturi consecutive în meciul de deschidere și pe Sorana Cîrstea în runda a doua, făcând trei turnee de Grand Slam consecutive în care a ajuns în runda a treia. Ea a învins-o pe campioana en-titre Osaka, devenind cea mai tânără jucătoare care a învins o jucătoare din top-5 de când Jennifer Capriati a învins-o pe Gabriela Sabatini la US Open 1991. În runda a patra, ea a pierdut în trei seturi în fața Sofiei Kenin. La dublu, Gauff și McNally și-au înregistrat cel mai bun rezultat într-un campionat de Grand Slam până în prezent, ajungând în sferturi de finală înainte de a fi învinse de perechea cap de serie nr. 2, și viitoarele campioane, Kristina Mladenovic și Tímea Babos, în două seturi.
La reluarea turneului WTA în urma pauzei cauzate de pandemia de COVID-19, Gauff a învins două jucătoare din top-50 la Lexington Challenger înainte de a pierde în seturi consecutive în fața nr. 49 mondială, Jennifer Brady. La Turneul de tenis de la Cincinnati,  Gauff a pierdut în primul tur în fața nr. 21 mondială, Maria Sakkari. La US Open, Gauff a fost învinsă în primul tur de Anastasija Sevastova.
Pe măsură ce turul s-a mutat pe zgură, Gauff, clasată pe locul 53, a învins numărul 34 mondial, Ons Jabeur, în primul tur al Italiei Open, înainte de a pierde în fața lui Garbiñe Muguruza. La French Open, Gauff a învins numărul 13 mondial, Johanna Konta, în prima rundă, dar a pierdut în sferturi de finală în fața Martinei Trevisan într-un meci în care Gauff a făcut 19 duble greșeli. La sfârșitul anului 2020, la Ostrava Open, Gauff s-a calificat pe tabloul principal însă a fost învinsă de numărul 12 mondial, Arina Sabalenka, în runda a doua.

### 2021: Top 20, prima finală majoră la dublu
Începând anul pe locul 48, Gauff a intrat la Abu Dhabi Open, un eveniment care precedă Australian Open. În prima rundă, ea a învins-o pe norvegiana Ulrikke Eikeri înainte de a pierde în runda următoare în fața lui Maria Sakkari. La Gippsland Trophy, un alt turneu înainte de Australian Open, ea a învins-o pe Jil Teichmann, apoi a pierdut în fața lui Katie Boulter. La dublu, ea și McNally au intrat în Yarra Valley Classic unde au ajuns în sferturile de finală. La Australian Open, la simplu, Gauff a învins-o din nou pe Teichmann în prima rundă, dar a pierdut în runda a doua în fața favoritei 5 Elina Svitolina, în seturi consecutive. La dublu, ea și McNally s-au descurcat mai bine, ajungând până în sferturi, unde au pierdut în fața perechii Demi Schuurs și Nicole Melichar.
La Adelaide, ea a fost cap de serie în calificări, învingând-o pe Francesca Jones și pe Kaja Juvan pentru a intra pe tabloul principal. În drumul spre semifinale, toate meciurile ei au avut trei seturi, învingând-o pe Jasmine Paolini, Petra Martić și pe Shelby Rogers, înainte de a pierde în fața favoritei 2 Belinda Bencic. După turneu, a ajuns pe locul 38 la simplu.
Ea a participat la Campionatele din Dubai, unde a învins-o pe Ekaterina Alexandrova, Markéta Vondroušová, și pe Tereza Martincová, înainte de a pierde în fața lui Jil Teichmann, în seturi consecutive în sferturi. Acest lucru a adus-o pe locul 35 în cariera la simplu.

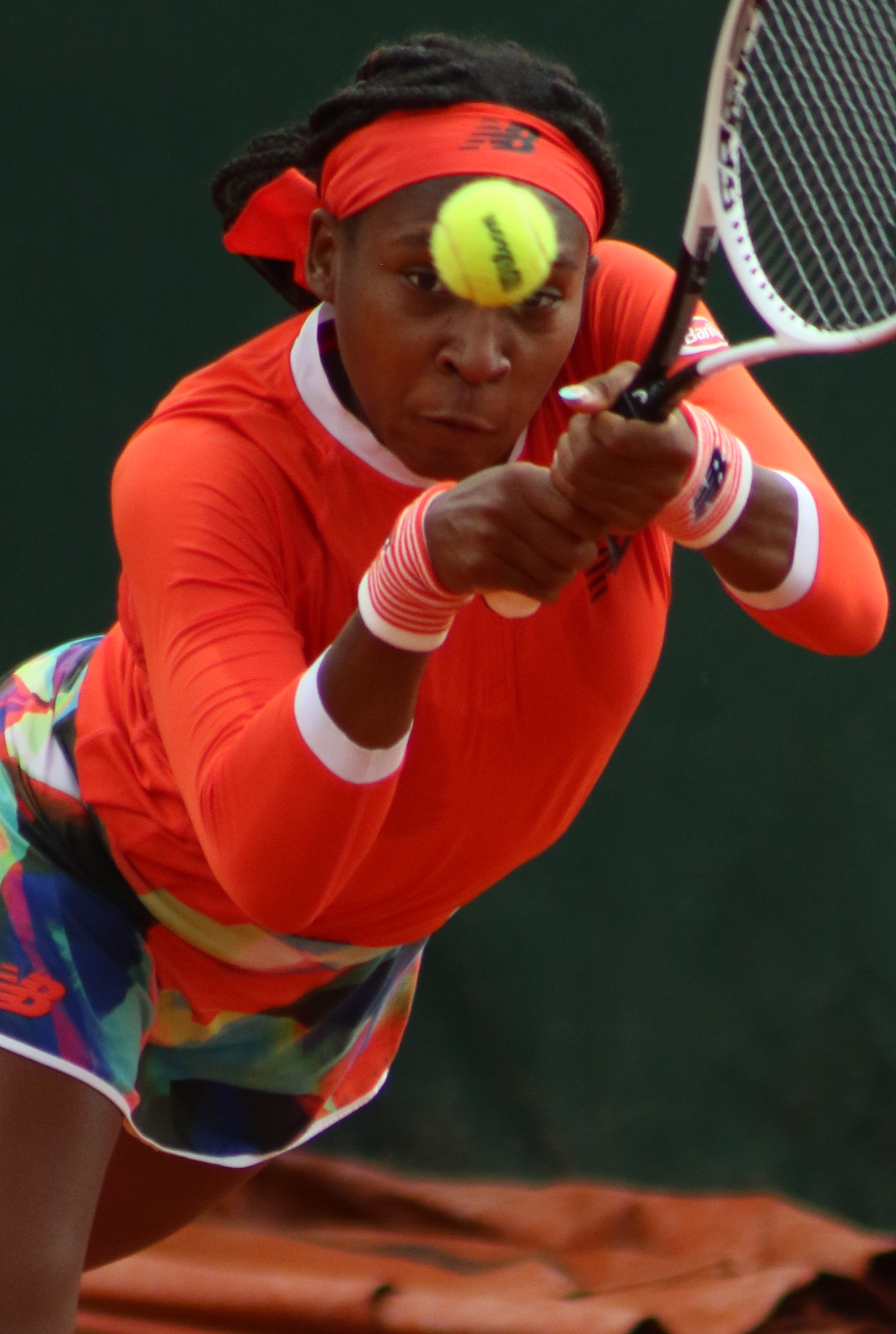
Gauff la French Open 2021

La Miami Open, ea a jucat primul ei turneu WTA 1000 în timp ce era cap de serie (locul 31). Intrând direct în runda a doua a pierdut într-un meci de trei seturi cu Sevastova. La proba de dublu, ea și partenera McNally au câștigat cu ușurință în prima rundă, apoi au învins perechea cap de serie nr. 2 într-un meci de trei seturi, pentru a juca cu Gabriela Dabrowski și Giuliana Olmos în sferturile de finală unde au pierdut.
În mai, Gauff a ajuns în prima semifinală la un WTA 1000 din cariera ei la Italian Open după ce numărul 1 mondial Ashleigh Barty s-a retras în meciul din sferturile de finală după o accidentare la brațul drept. În semifinale a pierdut în fața polonezei Iga Świątek în seturi consecutive. La dublu, a ajuns în sferturi de finală cu Veronika Kudermetova, dar a pierdut din nou în fața perechii Dabrowski/Olmos. După turneu a intrat pentru prima dată în top 30 la simplu.
În Italia, o săptămână mai târziu, Gauff a câștigat al doilea titlu de simplu și al treilea de dublu (cu McNally) la Emilia-Romagna Open din Parma. Gauff a devenit cea mai tânără jucătoare care a câștigat atât titlul de simplu, cât și de dublu la un turneu, de când Maria Șarapova a câștigat ambele titluri la Birmingham Classic în 2004. Gauff a ajuns pe locul 25 mondial la simplu și pe locul 41 la dublu. Gauff a devenit cea mai tânără americancă care a debutat în top 25 în aproape 23 de ani (Serena Williams, 8 iunie 1998).
Cap de serie 24 la  French Open ea le-a învins pe Aleksandra Krunić și Wang Qiang în seturi consecutive. În meciul din runda a treia, Jennifer Brady s-a retras când era condusă cu 6–1 în primul set, apoi Gauff a învins-o  pe Ons Jabeur în doar 53 de minute pentru a ajunge la primul ei sferturi de Grand Slam. Drept urmare, a devenit cea mai tânără jucătoare (17 ani, 3 luni) care a ajuns la un sfert de finală de Grand Slam de la Nicole Vaidisova la Openul Francez din 2006, cea mai tânără americancă care a ajuns în sferturile de finală la Roland Garros de la Jennifer Capriati în 1993 și cea mai tânără americană care ajunge în sferturile de finală ale oricărui Grand Slam de când Venus Williams a ajuns în finala US Open din 1997. Ulterior, Gauff a fost eliminată după ce a pierdut în seturi consecutive în fața Barbora Krejčíková, care nu era favorită. După turneu, ea a atins un nou record în carieră, locul 23 mondial, la 14 iunie 2021.
La Wimbledon, Gauff a ajuns în runda a patra pentru a doua oară consecutiv, învingându-le pe Elena Vesnina și Kaja Juvan în seturi consecutive. Gauff a pierdut următorul meci în fața germancei Angelique Kerber în seturi consecutive. La dublu a ajuns în runda a treia cu Caty McNally, iar după turneu a intrat în top 40 la dublu, mai exact locul 38 mondial, la 12 iulie 2021.
La US Open, ea a învins-o pe Magda Linette în prima rundă, înainte de a pierde în fața lui Sloane Stephens în următorul meci. La dublu feminin, Gauff și partenera ei de dublu McNally au intrat în prima lor semifinală de Grand Slam fără a pierde un set după ce au învins perechea Hsieh/Mertens în seturi consecutive în sferturi. Au ajuns în finală după ce adversarele din semifinale, Luisa Stefani și Gabriela Dabrowski, s-au retras după ce Stefani a suferit o accidentare în timpul tiebreak-ului din primul set. În finală, au pierdut în fața perechii Sam Stosur și Zhang Shuai.

### 2022: Prima finală majoră la simplu și dublu, top 5 la simplu, nr. 1 la dublu
Cap de serie nr.18 la Australian Open, Gauff a pierdut în prima rundă împotriva lui Wang Qiang în seturi consecutive.
În februarie, ea a ajuns în sferturile de finală la Qatar Open învingându-le pe Shelby Rogers, Caroline Garcia și Paula Badosa. În sferturile de finală, Gauff a pierdut față Mariei Sakkari. La dublu, ea s-a asociat cu Jessica Pegula pentru a câștiga primul ei titlu de dublu WTA 1000, învingând în finală perechea formată din Veronika Kudermetova și Elise Mertens. Odată cu această victorie, ea a urcat pe locul 10 al carierei în clasamentul de dublu, la 28 februarie 2022.
Gauff a ajuns la prima ei finală de simplu de Grand Slam la French Open, învingându-le pe Rebecca Marino, Alison Van Uytvanck, Kaia Kanepi, Elise Mertens, Sloane Stephens și Martina Trevisan. În finală, a fost învinsă de Iga Świątek în seturi consecutive. Ea a ajuns și în finală la dublu cu Jessica Pegula pentru prima dată la acest Major. Drept urmare, ea și-a asigurat un nou record în carieră, numărul 13 mondial la simplu și numărul 5 la dublu.
După ce a câștigat primele două meciuri la Wimbledon, ca a 11-a favorită, împotriva româncelor Elena-Gabriela Ruse și Mihaela Buzărnescu, Gauff a pierdut în runda a treia în fața Amandei Anisimova, în trei seturi. În urma acestui rezultat, ea a atins un nou record al carierei, locul 11 mondial, la 11 iulie 2022.
Cap de serie nr. 6 la Silicon Valley Classic, a ajuns în sferturile de finală, învingând-o în prima rundă pe Anhelina Kalinina, iar în runda a doua pe Naomi Osaka, care a salvat șapte mingi de meci. În meciul din sferturile de finală, a avut probleme cu serviciul și a pierdut în două seturi în fața Paulei Badosa.
La Openul Canadei, a devenit cea mai tânără jucătoare care a ajuns în sferturi de finală în Canada de la Jennifer Capriati în 1990 și 1991. Ea a învins-o pe Arina Sabalenka, a șasea favorită, la o zi după ce a eliminat-o pe campioana de la Wimbledon, Elena Rîbakina, câștigând ambele meciuri în tiebreak-ul setului trei. A pierdut în fața viitoarei campioane Simona Halep, în două seturi. Cap de serie nr. 3 la dublu la același turneu, a ajuns în semifinale împreună cu Pegula, învingând pe Desirae Krawczyk și Demi Schuurs, favoritele cinci. În continuare, ele au învins Madison Keys/Sania Mirza în semifinale și Nicole Melichar/Ellen Perez în finală, câștigând al doilea lor titlu WTA 1000 împreună. Ca urmare, Gauff a devenit jucătoarea de dublu nr. 1 în lume.
La US Open, ea a ajuns pentru prima dată în sferturile de finală ale acestui turneu major, după ce le-a învins pe Madison Keys, cap de serie nr. 20, și Zhang Shuai, devenind cea mai tânără americancă care reușește acest lucru din 2009, când Melanie Oudin avea 17 ani. Ca urmare, ea și-a garantat un debut în top 10 în clasamentul de simplu, pe locul 8 mondial, după acest turneu. Ulterior, Gauff a fost învinsă de Caroline Garcia, în două seturi. Cap de serie numărul doi la dublu, Gauff și partenera Pegula au fost învinse în prima rundă de Leylah Fernandez și Daria Saville.
În octombrie, Gauff a devenit cea mai tânără jucătoare de simplu de la Maria Șarapova, în 2005, care s-a calificat la sfârșitul anului la WTA Finals. Ea și partenera sa Jessica Pegula s-au calificat, de asemenea, pentru campionatele de dublu. Gauff și Pegula sunt primele americance, de la Serena și Venus Williams în 2009, care se califică atât la simplu, cât și la dublu în campionatele de final de an.

### 2023: Titluri la US Open și Cincinnati, campioană la dublu la Miami

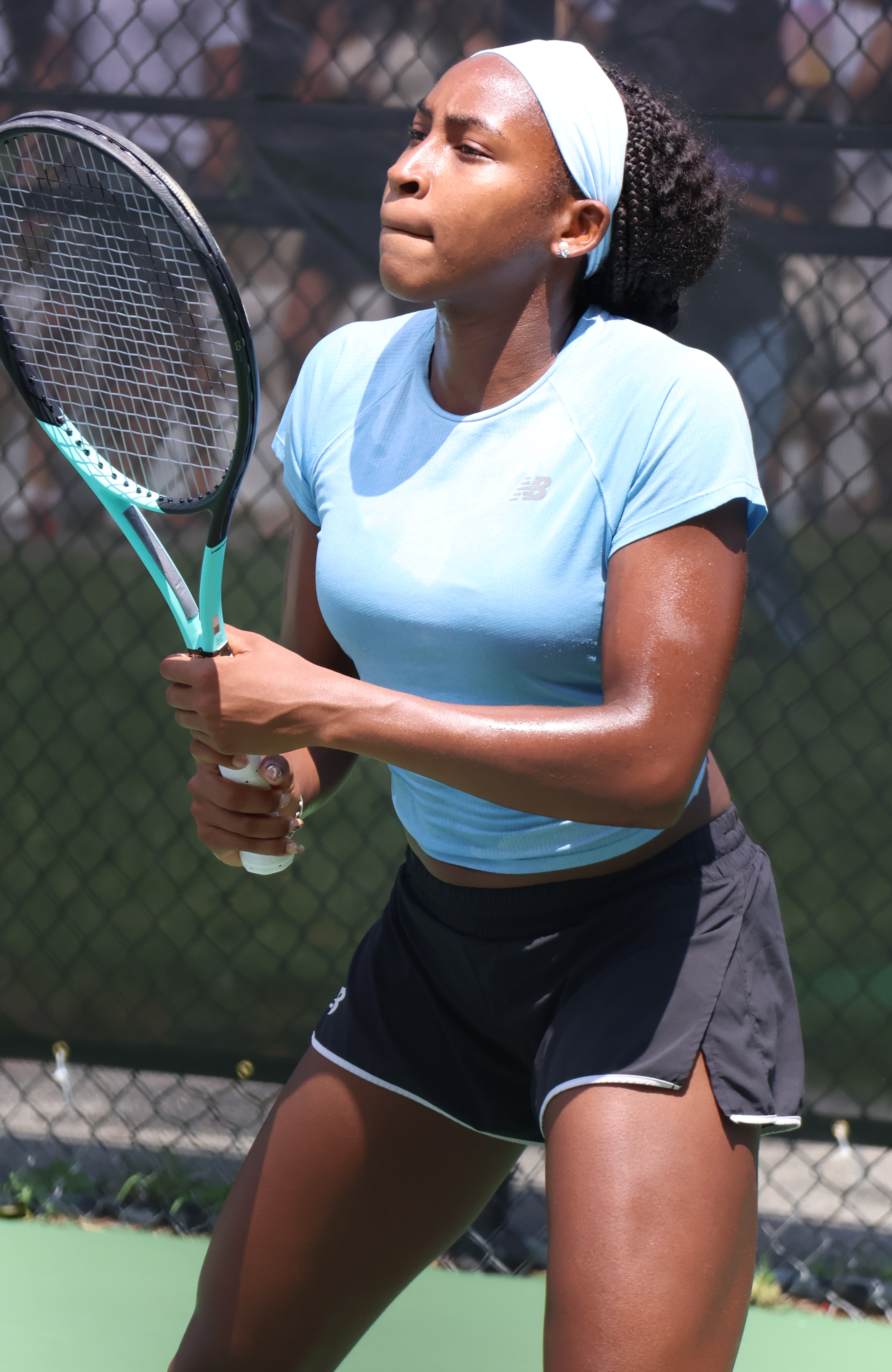
Gauff la Washington Open 2023

Gauff a început sezonul 2023 la WTA Auckland Open, unde a învins-o în finală pe Rebeka Masarova în două seturi. La Australian Open 2023, Gauff a avansat până în runda a patra, unde a pierdut în fața Jeļenei Ostapenko în două seturi. La Qatar Total Open 2023, Gauff a ajuns în sferturile de finală după ce a învins-o în runda a doua pe Petra Kvitová, dublă campioană. La același turneu, la dublu, Gauff și Jessica Pegula și-au apărat cu succes titlul, învingându-le pe Liudmila Kicenok și Jeļena Ostapenko într-un meci de trei seturi. La Turneul de tenis de la Dubai din 2023, Gauff a ajuns în semifinale, învingând-o pe Madison Keys în sferturi, înainte de a pierde în fața lui Iga Świątek.
La Indian Wells, Gauff a pierdut în sferturile de finală în fața celei de-a doua favorite, Arina Sabalenka. La Miami, Gauff a pierdut împotriva Anastasiei Potapova, cap de serie 27, în runda a treia. La dublu, la același turneu, Gauff a câștigat al cincilea său titlu general și al treilea titlu WTA 1000 pe echipe cu partenera sa Jessica Pegula. Ele au devenit primul duo american care a câștigat titlul de dublu la Miami Open în 22 de ani, învingându-le în finală pe Leylah Fernandez și Taylor Townsend.
În august, Gauff a câștigat Washington Open, învingând-o în finală pe Maria Sakkari.  Acesta a fost primul titlu WTA 500 la simplu al lui Gauff și cel mai mare titlu de simplu de până atunci. Ea a devenit prima adolescentă care a câștigat turneul. Gauff a câștigat primul ei titlu WTA 1000 la Cincinnati Masters 2023, învingând-o pe Iga Świątek, nr. 1 mondial, în semifinale și pe Karolina Muchova, nr. 10 mondial, în finală.
În septembrie, Gauff a câștigat US Open 2023, primul ei titlu major la simplu, învingând-o în trei seturi pe Arina Sabalenka, nr.2 mondial, și devenind prima adolescentă americană care a câștigat US Open de la Serena Williams în 1999. Ca urmare, a ajuns pe locul 3 mondial în clasament la 11 septembrie 2023.
Coco și Jessica au revenit pe locul 1 mondial la dublu pe 23 octombrie 2023, după ce s-au calificat la WTA Finals 2023 ca pereche și, de asemenea, individual, devenind primele jucătoare care s-au calificat la ambele discipline în doi ani consecutivi de la Sara Errani în 2012-2013.

### 2024: Primul titlu apărat, semifinală la Australian Open
Gauff a început sezonul 2024 cu turneul Auckland Open. Coco Gauff, campioana  en-titre, exercițiu, a învins-o în finală pe Elina Svitolina. A fost al șaptelea titlu din carieră și primul de la câștigarea US Open 2023.

## Sponsorizări
Gauff folosește o rachetă Head Boom MP 2022  cu 16 corzi principale și 19 încrucișate. Ea poartă îmbrăcăminte și pantofi de tenis New Balance.
În octombrie 2018, Gauff a semnat primul ei contract de sponsorizare pe mai mulți ani, cu New Balance. La French Open 2021, Gauff a purtat o ținută New Balance cu pete îndrăznețe de culoare pentru a contrasta cu ansamblul complet alb al partenerei de dublu, Venus Williams.
În martie 2019, ea a anunțat un acord de sponsorizare pe mai mulți ani cu compania alimentară italiană Barilla, care îl sponsorizează și pe Roger Federer.

## Statistici carieră

### Participarea la turnee de Grand Slam
| C | F | SF | QF | #R | RR | Q# | P# | DNQ | A | Z# | PO | Au | Ag | Br | NMS | P | NH |

#### Simplu
| Turneu                | 2019 | 2020 | 2021  | 2022  | 2023  | 2024  | 2025  | SR                 | C–P                | Victorii %         |
| --------------------- | ---- | ---- | ----- | ----- | ----- | ----- | ----- | ------------------ | ------------------ | ------------------ |
| Australian Open       | A    | 4R   | 2R    | 1R    | 4R    | SF    | QF    | 0 / 6              | 16–6               | 73%                |
| French Open           | Q2   | 2R   | QF    | F     | QF    | SF    | C     | 1 / 6              | 27–5               | 84%                |
| Wimbledon             | 4R   | NH   | 4R    | 3R    | 1R    | 4R    | 1R    | 0 / 6              | 11–6               | 65%                |
| US Open               | 3R   | 1R   | 2R    | QF    | C     | 4R    |       | 1 / 6              | 17–5               | 77%                |
| Câștigat–pierdut      | 5–2  | 4–3  | 9–4   | 12–4  | 14–3  | 16–4  | 11–1  | 2 / 23             | 71–21              | 77%                |
| Turnee WTA 1000       |      |      |       |       |       |       |       |                    |                    |                    |
| Qatar Open            | NTI  | A    | NTI   | QF    | NTI   | 2R    | 2R    | 0 / 3              | 3–3                | 50%                |
| Dubai Open            | A    | NTI  | QF    | NTI   | SF    | QF    | 2R    | 0 / 4              | 7–4                | 64%                |
| Indian Wells Open     | A    | NH   | 3R    | 3R    | QF    | SF    | 4R    | 0 / 5              | 11–5               | 69%                |
| Miami Open            | 2R   | NH   | 2R    | 4R    | 3R    | 4R    | 4R    | 0 / 6              | 8–6                | 57%                |
| Madrid Open           | A    | NH   | 1R    | 3R    | 3R    | 4R    | F     | 0 / 5              | 10–5               | 67%                |
| Italian Open          | A    | 2R   | SF    | 3R    | 3R    | SF    | F     | 0 / 6              | 17–6               | 74%                |
| Canadian Open         | A    | NH   | QF    | QF    | QF    | 3R    | 4R    | 0 / 5              | 10–5               | 67%                |
| Cincinnati Open       | A    | 1R   | 2R    | 1R    | C     | 2R    |       | 1 / 5              | 6–4                | 60%                |
| Guadalajara Open      | NH   | NH   | NH    | QF    | A     | NTI   | NTI   | 0 / 1              | 2–1                | 67%                |
| China Open            | A    | NH   | NH    | NH    | SF    | C     |       | 1 / 2              | 10–1               | 91%                |
| Wuhan Open            | A    | NH   | NH    | NH    | NH    | SF    |       | 0 / 1              | 3–1                | 75%                |
| Câștigat–pierdut      | 1–1  | 1–2  | 11–7  | 15–8  | 19–7  | 24–9  | 16–7  | 2 / 43             | 87–41              | 68%                |
| Statistici carieră    |      |      |       |       |       |       |       |                    |                    |                    |
|                       | 2019 | 2020 | 2021  | 2022  | 2023  | 2024  | 2025  | SR                 | W–L                | Victorii %         |
| Turnee                | 6    | 8    | 17    | 20    | 19    | 19    | 12    | Total carieră: 101 | Total carieră: 101 | Total carieră: 101 |
| Titluri               | 1    | 0    | 1     | 0     | 4     | 3     | 1     | Total carieră: 10  | Total carieră: 10  | Total carieră: 10  |
| Finale                | 1    | 0    | 1     | 1     | 4     | 3     | 3     | Total carieră: 13  | Total carieră: 13  | Total carieră: 13  |
| Câștigat–pierdut      | 11–5 | 10–8 | 34–16 | 38–23 | 51–16 | 54–17 | 33–11 | 10 / 101           | 231–96             | 71%                |
| Victorii (%)          | 69%  | 56%  | 68%   | 62%   | 76%   | 76%   | 75%   | Total carieră: 71% | Total carieră: 71% | Total carieră: 71% |
| Cls. sfârșitul anului | 68   | 48   | 22    | 7     | 3     | 3     |       | $27,144,216        | $27,144,216        | $27,144,216        |

#### Dublu
| Turneu           | 2019 | 2020 | 2021 | 2022 | 2023 | 2024 | 2025 | SR     | C–P   | Victorii % |
| ---------------- | ---- | ---- | ---- | ---- | ---- | ---- | ---- | ------ | ----- | ---------- |
| Australian Open  | A    | QF   | QF   | 1R   | SF   | A    | A    | 0 / 4  | 10–4  | 71%        |
| French Open      | 1R   | 3R   | 1R   | F    | SF   | C    | A    | 1 / 6  | 17–5  | 77%        |
| Wimbledon        | A    | NH   | 3R   | A    | 3R   | QF   | A    | 0 / 3  | 7–3   | 70%        |
| US Open          | 3R   | 2R   | F    | 1R   | QF   | A    |      | 0 / 5  | 11–5  | 69%        |
| Câștigat–pierdut | 2–2  | 6–3  | 10–4 | 5–3  | 13–4 | 9–1  | 0–0  | 1 / 18 | 45–17 | 73%        |

### Finale turnee de Grand Slam

#### Simplu: 3 (2 titluri, 1 finală)
| Rezultat | An   | Turneu      | Suprafață | Adversar        | Scor               |
| -------- | ---- | ----------- | --------- | --------------- | ------------------ |
| Pierdut  | 2022 | French Open | zgură     | Iga Świątek     | 1–6, 3–6           |
| Câștigat | 2023 | US Open     | dură      | Arina Sabalenka | 2–6, 6–3, 6–2      |
| Câștigat | 2025 | French Open | zgură     | Arina Sabalenka | 6–7(5–7), 6–2, 6–4 |

#### Dublu: 1 (1 finalistă)
| Rezultat | An   | Turneu      | Suprafață | Partner        | Adversare                           | Scor          |
| -------- | ---- | ----------- | --------- | -------------- | ----------------------------------- | ------------- |
| Pierdut  | 2021 | US Open     | dură      | Caty McNally   | Samantha Stosur Zhang Shuai         | 3–6, 6–3, 3–6 |
| Pierdut  | 2022 | French Open | zgură     | Jessica Pegula | Caroline Garcia Kristina Mladenovic | 6–2, 3–6, 2–6 |

## Legături externe
- Coco Gauff la Women's Tennis Association
- Coco Gauff la International Tennis Federation
- Coco Gauff pe site-ul Fed Cup